# AZS Koszalin (koszykówka)

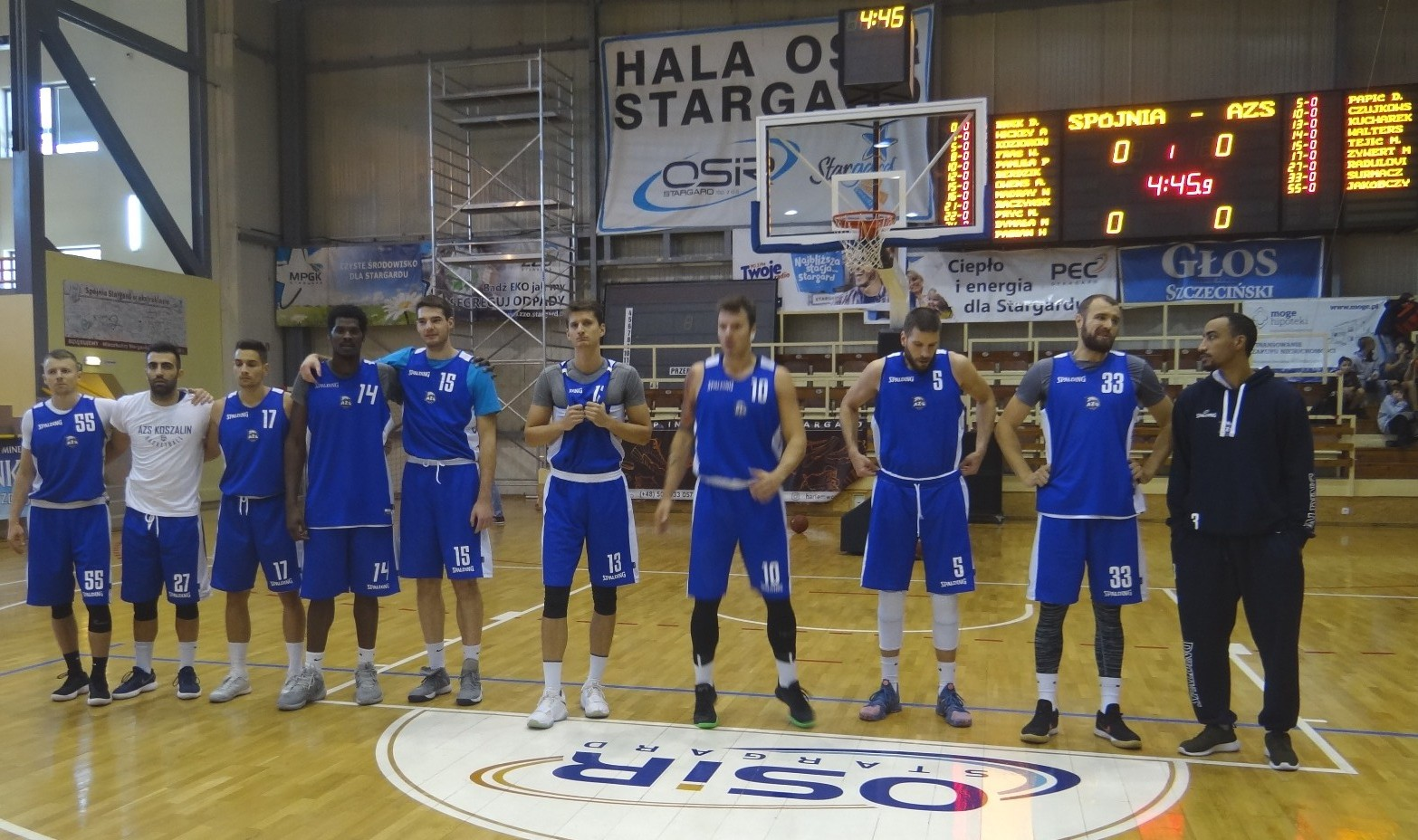
AZS Koszalin (29.09.2018)

AZS Koszalin – polski klub koszykarski, grający w latach 2003–2019 w Polskiej Lidze Koszykówki. W 2010 zdobył Puchar Polski w koszykówce mężczyzn. Klub został rozwiązany w 2019.

## Podstawowe informacje
- Barwy: biało-niebieskie
- Adres: ul. Śniadeckich 4; 75-453 Koszalin
- Nazwy: AZS WSInż Koszalin, SZS–AZS Koszalin (1974–1982), AZS ZAGAZ Koszalin, obecnie: AZS Koszalin
- Prezes: Leszek Doliński[5]

## Sukcesy
Krajowe
- Mistrzostwa Polski:
  -  brązowy medalista Mistrzostw Polski (1x): 2013
- Puchar Polski
  -  Zwycięzca (1x): 2010
  -  Finalista (1x): 2013
- Superpuchar Polski
  -  Finalista (1x): 2010
- Awans do PLK (2003)

## Nagrody i wyróżnienia
| MVP meczu gwiazd - Chudney Gray (2006) MVP Pucharu Polski - Dante Swanson (2010) | Najlepszy Polski Debiutant PLK - Igor Wadowski (2016) I skład PLK - Leszek Doliński (1989, 1990) |

| Uczestnicy meczu gwiazd pl – mecz gwiazd – reprezentacja Polski vs gwiazdy PLK NBL – mecz gwiazd PLK vs NBL rozgrywany w latach 2013–2014 - Steffon Bradford (2006) - Chudney Gray (2006) - Dawid Witos (2007) - D.J. Thompson (2008) - Christian Burns (2008) - George Reese (2009, 2010, 2012) - Javier Mojica (2009, 2009 – pl) - Dante Swanson (2010) - Slaviša Bogavac (2011) - Igor Miličić (2011) - Cezary Trybański (2014 – NBL) | Uczestnicy konkursu wsadów PLK - Christian Burns (2008) Uczestnicy konkursu rzutów za 3 punkty PLK - D.J. Thompson (2008) |

## Historia
Klub sportowy AZS Koszalin powstał 8 października 1968. Obecni na zebraniu założyciele, a także zaproszeni goście uznali, że organizacja klubu sportowego jest celowa i wzbogaci życie sportowe miasta. Powstanie Klubu Sportowego AZS WSInż miało wypełnić lukę geograficzna powstałą w obszarze Pomorza Środkowego pomiędzy Gdańskiem a Szczecinem.
Przyjęto, że nowo powstały klub podejmie się działalności upowszechniania kultury fizycznej i sportu wśród studentów. Przyjęty plan działania AZS opierał się na rozwoju tradycyjnych zespołowych dyscyplin akademickich oraz dyscyplin indywidualnych, sporadycznie uprawianych przez studentów. W początkach swojego istnienia w klubie funkcjonowało wiele sekcji, między innymi: siatkówka, koszykówka, pływanie, lekkoatletyka, badminton oraz judo.
AZS w procesie swojego tworzenia nawiązał współpracę ze szkołami podstawowymi i średnimi z Koszalina. Efektem tej współpracy były liczne sukcesy drużyn w skali kraju a nawet na arenie międzynarodowej. Wychowankami szkół byli znani sportowcy-olimpijczycy oraz reprezentanci kraju (siostry Wołujewiczówny, Leszek Doliński, Dariusz Zelig, Wiesława Reut, Ryszard Razik, Krzysztof Janicki, Wioleta Gawęcka, Małgorzata Janowicz i inni).
Ostatecznie działalność Klubu AZS Zagaz zawężyła się do prowadzania sekcji koszykówki mężczyzn, zmniejszając powoli zakres szkolenia koszykówki żeńskiej, która od 1999 nie uczestniczy w rywalizacji sportowej.
Obecnie cała uwaga klubu skupiona jest na pierwszym zespole. Ograniczone jest szkolenie dzieci i młodzieży. Skoncentrowanie uwagi na pierwszym zespole poskutkowało jego awansem do I ligi, a następnie do ekstraklasy.
21 lutego 2010 AZS Koszalin zdobył Puchar Polski pokonując w finale drużynę PGE Turów Zgorzelec 80:75 w stołecznej Hali Torwar, natomiast w sezonie 2012/2013 dotarł do finału tych rozgrywek. Największym dotychczasowym sukcesem klubu jest jednak brązowy medal mistrzostw Polski zdobyty w sezonie 2012/2013 po zwycięstwie 2:0 w serii z Anwilem Włocławek.

### AZS na arenie koszykarskiej
- 1970 awans do II ligi
- 1986 awans do ówczesnej I ligi (dziś- ekstraklasy) po turnieju barażowym rozegranym w Kielcach
- 1986/1987: 10. miejsce w tabeli
- 1987/1988: 9. miejsce w tabeli
- 1988/1989: 7. miejsce w lidze
- 1989/1990: 7. miejsce w lidze
- 1990/1991: 11. miejsce i degradacja do II ligi
- 1991/1992: 5. miejsce w II lidze
- 1992/1993: 4. miejsce w II lidze
- 1993/1994: 11. miejsce w II lidze – spadek do III ligi
- 1994/1995: 1. miejsce w III lidze i awans do II ligi
- 1995/1996: 11. miejsce w II lidze i spadek do III ligi
- 1996/1997: 1. miejsce i ponowny awans do II ligi
- 1997/1998: 8. miejsce w II lidze
- 1998/1999: 11. miejsce w II lidze
- 1999/2000: 7. miejsce w II lidze – awans do nowo zreorganizowanej I ligi
- 2000/2001: 7. miejsce w I lidze
- 2001/2002: 3. miejsce w I lidze
- 2002/2003: 1. miejsce w I lidze – awans do ekstraklasy
- 2003/2004 – 10. miejsce w EBL
- 2004/2005 – 10. miejsce w EBL
- 2005/2006 – 11. miejsce w DBL
- 2006/2007 – 11. miejsce w DBE
- 2007/2008 – 7. miejsce w DBE
- 2008/2009 – 7. miejsce w PLK
- 2009/2010 – 6. miejsce w TBL oraz Puchar Polski
- 2010/2011 – 8. miejsce w TBL
- 2011/2012 – 8. miejsce w TBL
- 2012/2013 – 3. miejsce w TBL oraz finał Pucharu Polski
- 2013/2014 – 7. miejsce w TBL
- 2014/2015 – 5. miejsce w TBL oraz półfinał Pucharu Polski

## Hala

### Podstawowe informacje
- Nazwa: Hala Widowiskowo-Sportowa
- Adres: ul. Śniadeckich 2, 75-453 Koszalin
- Powierzchnia całkowita parkietu: 5497 m²
- Powierzchnia zabudowy: 5649 m²
- Kubatura: około 97 000 m³
- Szerokość: 71,22 m
- Długość: 98 m
- Wysokość: 19 m

### Parking
- Łączna liczba miejsc parkingowych: 300 miejsc
- Miejsca dla autobusów: 8 miejsc
- Miejsca dla osób niepełnosprawnych: 13 miejsc

### Wnętrze
- Arena: 45×24 m
- Wysokość od parkietu do sufitu: 11,5 m
- Ekrany diodowe: 4,48×2,40 m

### Trybuny
- Trybuny stałe: 2242 miejsc
- Trybuny rozkładane: 758 miejsc
- Miejsca dla osób niepełnosprawnych: 15 miejsc
- Możliwość dostawienia krzesełek: 1000 miejsc

### Inne pomieszczenia
- Sala treningowa: ponad 120 m²
- Siłownia: 150 m²
- Sala ćwiczeń: 75 m²
- Sala fitness: ponad 160 m²

## Skład – sezon 2017/18
Stan aktualny na 18.03.2018, na podstawie.
| Nr | Poz. | Nar.              | Nazwisko i imię     | Data urodzenia | Wzrost | Masa ciała |
| -- | ---- | ----------------- | ------------------- | -------------- | ------ | ---------- |
| 5  | SF   | Serbia            | Malešević, Nikola   | 1989-08-25     | 202 cm |            |
| 6  | PF   | Polska            | Bernacki, Damian    | 2001-01-09     | 202 cm |            |
| 10 | SG   | Polska            | Wadowski, Igor      | 1996-01-18     | 194 cm |            |
| 12 | C    | Polska            | Kiwilsza, Szymon    | 1997-11-27     | 201 cm |            |
| 20 | PG   | Stany Zjednoczone | Baldwin, Diante     | 1994-10-17     | 183 cm |            |
| 23 | PG   | Litwa             | Kumpys, Modestas    | 1991-07-02     | 194 cm |            |
| 24 | G/F  | Polska            | Dłoniak, Jakub      | 1983-10-29     | 194 cm |            |
| 25 | G/F  | Polska            | Leńczuk, Aleksander | 1993-11-18     | 193 cm |            |
| 26 | PG   | Polska            | Naczlenis, Eryk     | 1999-01-21     | 172 cm |            |
| 31 | C/F  | Serbia            | Marelja, Aleksandar | 1992-06-13     | 207 cm | 96 kg      |
| 32 | F    | Polska            | Młynarski, Kacper   | 1992-01-23     | 202 cm |            |

Trener:  Marek Łukomski
 Asystenci:  Rafał Frank
W trakcie sezonu odeszli: Melsahn Basabe (15.10.2017), Dariusz Szczubiał (trener – 14.11.2017), Wojciech Zeidler (asystent trenera – 29.11.2017), Laimonas Chatkevičius (30.12.2017), Damian Jeszke (16.03.2018), Qyntel Woods (16.03.2018)

W trakcie sezonu przyszli: Dragan Nikolić (trener – 28.11.2017), Qyntel Woods (15.10.2017), Nikola Sarić (asystent trenera – 5.12.2017), Aleksandar Marelja (12.12.2017), Nikola Malešević (10.01.2018), Damian Bernacki (16.03.2018), Eryk Naczlenis (16.03.2018)

## Obcokrajowcy
Stan na 14 lutego 2019.

- Jewgienij Pustogwar  (1989–1990)
- Siergiej Słaniewski  (1989–1990)
- Władimir Żołnierowicz  (1990–1991)
- Kaspars Skrastins  (1992–1993)
- Aleksander Ostronosow  (1993–1994)
- Aziz Seck  (1997)
- Aleksiej Kałasznikow  (1998–1999)
- Igor Pachodnia  (1998)
- Aleksander Koczergin  (1999)
- Władimir Diaczenko  (1999–2000)
- Duszan Radović  (1999–2001)
- Brahima Konare  (2000–2002, 2006–2007)
- Brant Darby  (2003–2004)
- Souleymane Wane  (2003–2004)
- Rick Anderson  (2003)
- Aleksander Kudriawcew  (2003–2004)
- Zoran Popović  (2003–2004)
- Antawn Dobie  (2004–2005)
- Willie Mitchell  (2004)
- Chudney Gray  (2004–2006)
- Jamaal Thomas  (2004)
- Sasa Vukas  (2004)
- Jovan Zdravković  (2004–2005)
- Larry Daniels  (2005)
- Tate Decker  (2005)
- Charles Hanks  (2005)
- Cory Underwood  (2005)
- Steffon Bradford  (2005–2006, 2008)
- Miloš Šporar  (2005–2006)
- Garnett Thompson  (2005–2006)
- Joe Adkins  (2006)
- Aaron Eneas  (2006)
- Charlie Mandic  (2006)
- Jermaine Spivey  (2006)
- Tom Timmermans  (2006)
- Vladimir Colić  (2006–2007)
- Josh Gomes  (2006–2007)
- Michael Haynes  (2006–2007)
- Chris Hunter  (2006–2007)²
- Dzianis Korszuk  (2006–2008)
- Brandon Spann  (2006–2007)
- Sani Ibrahim  (2007–2008)
- Dan Oppland  (2007)
- Dante Swanson  (2008–2010, 2014–2015)
- Tayron Thomas  (2007)
- Christian Burns  (2007–2008)
- Phil Goss  (2007–2008)
- Jeff Nordgaard  (2007–2009)¹
- George Reese  (2007–2012)
- D.J. Thompson  (2007–2008)
- Ramar Smith  (2008)
- Igor Miličić / (2008–2013)
- Javier Mojica / (2008–2009)
- Ime Oduok  (2008–2009)
- Gediminas Navickas  (2009)
- Mirko Kovač  (2009–2010)
- Michael Kuebler  (2009–2010, 2012–2013)
- Vladimir Tica  (2009–2010)
- Sharaud Curry  (2010)
- Marquise Gray  (2010)
- Damien Kinloch  (2010)
- Slaviša Bogavac  (2010–2011)
- Winsome Frazier  (2010–2011)
- Grady Reynolds  (2010–2011)
- Stefhon Hannah  (2011–2012, 2015)
- Marko Lekić  (2011–2012)
- Marshall Strickland  (2011)
- Callistus Eziukwu  (2011–2012)
- LaMont McIntosh  (2011–2012)
- J.J. Montgomery  (2011–2012)
- Cameron Bennerman  (2012)
- Darrell Harris / (2012–2014, 2016–2017)
- Rob Jones  (2013)
- Sek Henry / (2012–2014)
- Jeff Robinson  (2012–2014)
- Dragan Labović  (2013)
- Raymond Sykes  (2013–2014)
- Oded Brandwein / (2013–2014)
- LaceDarius Dunn  (2013–2014)
- Garrick Sherman  (2014–2015)
- Devon Austin  (2014–2016)
- Ivan Radenović  (2014–2015)
- Goran Vrbanc  (2014–2015)
- Qyntel Woods  (2014–2015, 2017–2018)¹
- Chaisson Allen  (2015)
- Patrik Auda  (2015–2016)
- Ra’Shad James  (2015–2016)
- Ty Walker  (2015–2016)
- Cameron Gliddon  (2015–2016)
- Adam Pecháček  (2015–2016)
- A.J. Walton  (2015–2016)
- Alvin Brown  (2016)
- Kevin Johnson  (2016–2017)
- Kenny Manigault  (2016–2017)
- Curtis Millage  (2016–2017)
- Re’mon Nelson  (2016–2017)
- Laimonas Chatkevičius  (2017)
- Diante Baldwin  (2017–2018)
- Modestas Kumpys  (2017–2018)
- Melsahn Basabe  (2017)
- Aleksandar Marelja  (2017–2018)
- Nikola Malešević  (2018)
- Brandon Walters  (od 2018)
- Drew Brandon  (od 2018)
- Dragoslav Papić  (od 2018)
- Marko Tejić  (od 2018)
- Torey Thomas  (od 2019)

¹ – zawodnik z wcześniejszym doświadczeniem w NBA

² – zawodnik, który trafił do NBA na późniejszym etapie swojej kariery

## Historyczne składy

### Sezon 2017/18
| Nr | Poz. | Nar.              | Nazwisko i imię     | Data urodzenia | Wzrost | Masa ciała |
| -- | ---- | ----------------- | ------------------- | -------------- | ------ | ---------- |
| 5  | SF   | Serbia            | Malešević, Nikola   | 1989-08-25     | 202 cm |            |
| 6  | PF   | Polska            | Bernacki, Damian    | 2001-01-09     | 202 cm |            |
| 10 | SG   | Polska            | Wadowski, Igor      | 1996-01-18     | 194 cm |            |
| 12 | C    | Polska            | Kiwilsza, Szymon    | 1997-11-27     | 201 cm |            |
| 20 | PG   | Stany Zjednoczone | Baldwin, Diante     | 1994-10-17     | 183 cm |            |
| 23 | PG   | Litwa             | Kumpys, Modestas    | 1991-07-02     | 194 cm |            |
| 24 | G/F  | Polska            | Dłoniak, Jakub      | 1983-10-29     | 194 cm |            |
| 25 | G/F  | Polska            | Leńczuk, Aleksander | 1993-11-18     | 193 cm |            |
| 26 | PG   | Polska            | Naczlenis, Eryk     | 1999-01-21     | 172 cm |            |
| 31 | C/F  | Serbia            | Marelja, Aleksandar | 1992-06-13     | 207 cm | 96 kg      |
| 32 | F    | Polska            | Młynarski, Kacper   | 1992-01-23     | 202 cm |            |

Trener:  Dragan Nikolić
 Asystenci:  Nikola Sarić
W trakcie sezonu odeszli: Melsahn Basabe (15.10.2017), Dariusz Szczubiał (trener – 14.11.2017), Wojciech Zeidler (asystent trenera – 29.11.2017), Laimonas Chatkevičius (30.12.2017), Damian Jeszke (16.03.2018), Qyntel Woods (16.03.2018)

W trakcie sezonu przyszli: Dragan Nikolić (trener – 28.11.2017), Qyntel Woods (15.10.2017), Nikola Sarić (asystent trenera – 5.12.2017), Aleksandar Marelja (12.12.2017), Nikola Malešević (10.01.2018), Damian Bernacki (16.03.2018), Eryk Naczlenis (16.03.2018)

### Sezon 2015/16
Stan na 16.02.2016
| Nr | Poz. | Nar.              | Nazwisko i imię    | Data urodzenia | Wzrost | Masa ciała |
| -- | ---- | ----------------- | ------------------ | -------------- | ------ | ---------- |
| 9  | G/F  | Polska            | Dąbrowski, Piotr   | 1985-11-15     | 192 cm | 78 kg      |
| 55 | SF   | Polska            | Mielczarek, Artur  | 1984-01-25     | 196 cm | 85 kg      |
| -  | G/F  | Australia         | Gliddon, Cameron   | 1989-08-16     | 196 cm | 86 kg      |
| 10 | G    | Polska            | Wadowski, Igor     | 1986-01-18     | 194 cm |            |
| 1  | PF   | Czechy            | Auda, Patrik       | 1989-08-29     | 206 cm |            |
| 13 | PF   | Polska            | Kucharek, Maciej   | 1993-07-20     | 205 cm |            |
| 22 | SG   | Stany Zjednoczone | Walton, A.J.       | 1990-12-28     | 185 cm |            |
| 12 | C/F  | Polska            | Witliński, Mikołaj | 1995-12-02     | 207 cm |            |
| 11 | PG   | Stany Zjednoczone | Hannah, Stefhon    | 1985-06-14     | 185 cm |            |
| 15 | C    | Polska            | Łukasiak, Szymon   | 1987-09-03     | 205 cm |            |
| 7  | PG   | Polska            | Nowakowski, Marcin | 1989-11-09     | 184 cm |            |
| 14 | C    | Czechy            | Pecháček, Adam     | 1995-02-19     | 207 cm |            |
| 3  | G    | Polska            | Śpica, Paweł       | 1993-07-26     | 191 cm |            |

Trener:  David Dedek
 Asystenci: Kamil Sadowski

### Kadra 2014/15
Stan na 12.12.2014
| Nr | Poz. | Nar.              | Nazwisko i imię     | Data urodzenia | Wzrost | Masa ciała |
| -- | ---- | ----------------- | ------------------- | -------------- | ------ | ---------- |
| 9  | G/F  | Polska            | Dąbrowski, Piotr    | 1985-11-15     | 192 cm | 78 kg      |
| 55 | SF   | Polska            | Mielczarek, Artur   | 1984-01-25     | 196 cm | 85 kg      |
| 7  | PG   | Polska            | Szubarga, Krzysztof | 1984-07-05     | 178 cm | 88 kg      |
| 10 | SF   | Stany Zjednoczone | Swanson, Dante      | 1981-23-01     | 178 cm | 82 kg      |
| 6  | SF   | Stany Zjednoczone | Woods, Qyntel       | 1981-16-02     | 203 cm | 99 kg      |
| 24 | SG   | Chorwacja         | Vrbanc, Goran       | 1984-08-10     | 193 cm | 93 kg      |
| 12 | C\PF | Serbia            | Radenović, Ivan     | 1984-06-10     | 209 cm |            |
| 5  | SF   | Stany Zjednoczone | Austin, Devon       | 1987-04-10     | 202 cm |            |
| 19 | SF   | Polska            | Stelmach, Piotr     | 1984-23-02     | 205 cm | 107 kg     |
| 17 | PG   | Polska            | Pacocha, Łukasz     | 1982-29-05     | 185 cm | 103 kg     |
| 25 | PG   | Polska            | Rybicki, Oskar      | 1996-03-13     | 188 cm |            |
| 14 | SF   | Polska            | Kadej, Adam         | 1996-30-01     | 198 cm | 92 kg      |
| 33 | SF/C | Polska            | Szewczyk, Szymon    | 1982-12-21     | 209 cm |            |

Trener:  David Dedek
 Asystenci: Wojciech Zeidler

### Kadra 2013/2014
| Nr | Poz. | Nar.              | Nazwisko i imię      | Data urodzenia | Wzrost | Masa ciała |
| -- | ---- | ----------------- | -------------------- | -------------- | ------ | ---------- |
| 5  | SG   | Polska            | Czubak, Paweł        | 1993-05-17     | 186 cm |            |
| 9  | G/F  | Polska            | Dąbrowski, Piotr     | 1985-11-15     | 192 cm | 78 kg      |
| 24 | SG   | Stany Zjednoczone | Dunn, LaceDarius     | 1987-09-05     | 193 cm | 93 kg      |
| 34 | C    | Stany Zjednoczone | Harris, Darrell      | 1984-05-25     | 205 cm | 100 kg     |
| 55 | SF   | Polska            | Mielczarek, Artur    | 1984-01-25     | 196 cm | 85 kg      |
| 21 | SG   | Polska            | Raczyński, Maciej    | 1984-07-28     | 190 cm | 87 kg      |
| 32 | F    | Stany Zjednoczone | Robinson, Jeff       | 1988-08-07     | 198 cm | 104 kg     |
| 7  | PG   | Polska            | Szubarga, Krzysztof  | 1984-07-05     | 178 cm | 88 kg      |
| 14 | C    | Polska            | Trybański, Cezary    | 1979-09-22     | 218 cm | 107 kg     |
| 11 | SF   | Polska            | Wołoszyn, Bartłomiej | 1986-08-09     | 196 cm | 95 kg      |
| 17 | C/F  | Polska            | Wrona, Przemysław    | 1993-05-07     | 205 cm |            |

Trener:  Igor Miličić
 Asystenci: – Józef Janiel
W trakcie sezonu odeszli: Zoran Sretenović (trener), Gašper Okorn (trener), Zbigniew Białek, Rafał Bigus, Dragan Labović, Raymond Sykes, Sek Henry oraz Oded Brandwein.

### Kadra 2012/2013
| Nr | Poz. | Nar.              | Nazwisko i imię      | Data urodzenia | Wzrost | Masa ciała |
| -- | ---- | ----------------- | -------------------- | -------------- | ------ | ---------- |
| 7  | SF   | Polska            | Bieg, Mateusz        | 1990-01-07     | 198 cm |            |
| 22 | C    | Polska            | Bigus, Rafał         | 1976-07-12     | 214 cm | 125 kg     |
| 18 | SG   | Polska            | Gibaszek, Robert     | 1993-03-30     | 190 cm |            |
| 34 | C    | Stany Zjednoczone | Harris, Darrell      | 1984-05-25     | 205 cm | 100 kg     |
| 10 | G    | Stany Zjednoczone | Henry, Sek           | 1987-06-28     | 193 cm | 91 kg      |
| 32 | F    | Stany Zjednoczone | Jones, Rob           | 1989-01-22     | 196 cm | 110 kg     |
| 9  | PF   | Polska            | Leończyk, Paweł      | 1986-10-05     | 202 cm | 102 kg     |
| 55 | SF   | Polska            | Mielczarek, Artur    | 1984-01-25     | 196 cm | 85 kg      |
| 44 | G    | Polska            | Miličić, Igor        | 1976-06-09     | 196 cm | 90 kg      |
| 15 | G    | Polska            | Śpica, Paweł         | 1993-07-26     | 190 cm | 82 kg      |
| 12 | SG   | Polska            | Wiśniewski, Łukasz   | 1984-12-07     | 186 cm | 95 kg      |
| 11 | SF   | Polska            | Wołoszyn, Bartłomiej | 1986-08-09     | 196 cm | 95 kg      |

Trener:  Zoran Sretenović
 Asystenci: Piotr Ignatowicz
W trakcie sezonu odeszli: Teo Čizmić (trener), Wojciech Zeidler (asystent trenera), Michael Kuebler, Jeff Robinson, Robert Skibniewski oraz Cameron Bennerman.

### Kadra 2011/2012
| AZS Koszalin Skład 2011/2012 |                       |                       |                       |                        |                        |                        |
| Trener: Andriej Urlep        | Trener: Andriej Urlep | Trener: Andriej Urlep | Trener: Andriej Urlep | II trener: David Dedek | II trener: David Dedek | II trener: David Dedek |
| Pozycja                      |                       |                       | Nazwisko, imię        | Kraj                   | Urodzony               | Wzrost                 |
| SF                           |                       | Polska                | Mateusz Bieg          | (POL)                  | 07.01.1990             | 198 cm                 |
| C                            |                       | Polska                | Rafał Bigus           | (POL)                  | 12.07.1976             | 215 cm                 |
| SF                           |                       | Polska                | Marcin Dutkiewicz     | (POL)                  | 28.01.1986             | 198 cm                 |
| C                            |                       | Stany Zjednoczone     | Callistus Eziukwu     | (USA)                  | 03.07.1985             | 208 cm                 |
| PF/C                         |                       | Polska                | Mateusz Jarmakowicz   | (POL)                  | 08.06.1988             | 208 cm                 |
| PG                           |                       | Polska                | Kamil Łączyński       | (POL)                  | 17.04.1989             | 177 cm                 |
| PG/SG                        |                       | Stany Zjednoczone     | LaMont McIntosh       | (USA)                  | 01.07.1982             | 190 cm                 |
| PG/SG                        |                       | Polska · Chorwacja    | Igor Miličić          | (POL)(CRO)             | 09.06.1976             | 194 cm                 |
| SG/SF                        |                       | Stany Zjednoczone     | Jeremy Montgomery     | (USA)                  | 28.03.1982             | 192 cm                 |
| SG                           |                       | Polska                | Piotr Pamuła          | (POL)                  | 19.01.1990             | 195 cm                 |
| PF                           |                       | Stany Zjednoczone     | George Reese          | (USA)                  | 08.05.1977             | 201 cm                 |
| SF/PF                        |                       | Polska · Kanada       | Greg Surmacz          | (POL)(CAN)             | 13.05.1985             | 203 cm                 |

W trakcie sezonu odeszli: Tomasz Herkt (trener), Leszek Marzec (asystent trenera), Mateusz Bartosz, Stefhon Hannah, Marko Lekić oraz Marshall Strickland.

### Kadra 2010/2011
| AZS Koszalin Skład 2010/2011 |                       |                       |                       |                            |                            |                            |
| Trener: Mariusz Karol        | Trener: Mariusz Karol | Trener: Mariusz Karol | Trener: Mariusz Karol | II trener: Wojciech Królik | II trener: Wojciech Królik | II trener: Wojciech Królik |
| Pozycja                      |                       |                       | Nazwisko, imię        | Kraj                       | Urodzony                   | Wzrost                     |
| SG                           |                       | Polska                | Grzegorz Arabas       | (POL)                      | 27.12.1978                 | 190 cm                     |
| PF/C                         |                       | Polska                | Mateusz Bartosz       | (POL)                      | 29.03.1987                 | 205 cm                     |
| SF                           |                       | Polska                | Mateusz Bieg          | (POL)                      | 08.01.1990                 | 198 cm                     |
| SF/PF                        |                       | Serbia                | Slaviša Bogavac       | (SRB)                      | 10.04.1980                 | 201 cm                     |
| SG/SF                        |                       | Stany Zjednoczone     | Winsome Frazier       | (USA)                      | 02.08.1982                 | 193 cm                     |
| SG                           |                       | Polska                | Robert Gibaszek       | (POL)                      | 30.03.1993                 | 188 cm                     |
| C                            |                       | Polska                | Mirosław Łopatka      | (POL)                      | 02.06.1977                 | 213 cm                     |
| PG/SG                        |                       | Chorwacja · Polska    | Igor Miličić          | (CRO)(POL)                 | 09.06.1976                 | 196 cm                     |
| PF                           |                       | Stany Zjednoczone     | George Reese          | (USA)                      | 08.05.1977                 | 201 cm                     |
| PF/C                         |                       | Stany Zjednoczone     | Grady Reynolds        | (USA)                      | 26.02.1980                 | 198 cm                     |
| PG                           |                       | Polska                | Tomasz Śnieg          | (POL)                      | 03.06.1989                 | 187 cm                     |

W trakcie sezonu odeszli: Charles Barton (trener), Sharaud Curry, Marquise Gray, Aleksander Perka, Damien Kinloch oraz Marcin Sroka.

### Kadra 2009/2010
| AZS Koszalin Skład 2009/2010 |                       |                       |                       |                            |                            |                            |
| Trener: Mariusz Karol        | Trener: Mariusz Karol | Trener: Mariusz Karol | Trener: Mariusz Karol | II trener: Wojciech Królik | II trener: Wojciech Królik | II trener: Wojciech Królik |
| Pozycja                      |                       |                       | Nazwisko, imię        | Kraj                       | Urodzony                   | Wzrost                     |
| SG                           |                       | Polska                | Grzegorz Arabas       | (POL)                      | 27.12.1978                 | 190 cm                     |
| SF                           |                       | Polska                | Sebastian Balcerzak   | (POL)                      | 25.06.1980                 | 194 cm                     |
| SF                           |                       | Serbia                | Mirko Kovač           | (SRB)                      | 01.03.1983                 | 199 cm                     |
| SG/SF                        |                       | Stany Zjednoczone     | Michael Kuebler       | (USA)                      | 24.07.1982                 | 195 cm                     |
| PG/SG                        |                       | Chorwacja · Polska    | Igor Miličić          | (CRO)(POL)                 | 09.06.1976                 | 196 cm                     |
| C                            |                       | Polska                | Adam Metelski         | (POL)                      | 26.11.1983                 | 207 cm                     |
| C                            |                       | Polska                | Mateusz Mruczkowski   | (POL)                      | 21.06.1987                 | 211 cm                     |
| PF                           |                       | Stany Zjednoczone     | George Reese          | (USA)                      | 08.05.1977                 | 201 cm                     |
| SG                           |                       | Polska                | Tomasz Stępień        | (POL)                      | 03.07.1986                 | 192 cm                     |
| SF/PF                        |                       | Polska · Kanada       | Greg Surmacz          | (POL)(CAN)                 | 13.05.1985                 | 203 cm                     |
| PG                           |                       | Stany Zjednoczone     | Dante Swanson         | (USA)                      | 23.01.1981                 | 178 cm                     |
| C                            |                       | Serbia                | Vladimir Tica         | (SRB)                      | 11.06.1981                 | 208 cm                     |
| SG                           |                       | Polska                | Piotr Urbański        | (POL)                      | 26.06.1987                 | 192 cm                     |

W trakcie sezonu odeszli: Rade Mijanović (trener), Gediminas Navickas, Łukasz Wiśniewski oraz Łukasz Diduszko.

### Kadra 2008/2009
Trenerzy: Jeff Nordgaard i Leszek Doliński (asystent)
Obrońcy
- Grzegorz Arabas
- Igor Miličić
- Javier Mojica
- Michał Strach
- Dante Swanson
- Piotr Urbański

Skrzydłowi
- Paweł Bogdan
- Łukasz Diduszko
- Przemysław Łuszczewski
- Jeff Nordgaard
- George Reese

Środkowi
- Adam Metelski
- Ime Oduok

W trakcie sezonu odeszli: Dariusz Szczubiał (trener), Steffon Bradford, Ramar Smith, Wojciech Barycz, Łukasz Grys oraz Paweł Mróz.

### Kadra 2007/2008
Trenerzy: Dariusz Szczubiał i Leszek Doliński (asystent)
Obrońcy
- Grzegorz Arabas
- Phil Goss
- Michał Strach
- Darryl James Thompson

Skrzydłowi
- Chris Burns
- Denis Korszuk
- Przemysław Łuszczewski
- Jeff Nordgaard
- George Reese
- Rafał Stolarek

Środkowi
- Mariusz Bacik

W trakcie sezonu odeszli: Dan Oppland, Tayron Thomas, Kamil Michalski, Ricondo Taiwan Crutchfield,
Paweł Bogdan, Dante Swanson, Sani Ibrahim oraz Josh Gomes.

### Kadra 2006/2007
Trenerzy: Arkadiusz Koniecki i Leszek Doliński (asystent)
Obrońcy
- Vladimir Čolić
- Josh Gomes
- Łukasz Seweryn
- Brandon Spann
- Dawid Witos

Skrzydłowi
- Sebastian Balcerzak
- Paweł Bogdan
- Michael Haynes
- Denis Korszuk

Środkowi
- Chris Hunter
- Brahima Konare
- Mateusz Mruczkowski

W trakcie sezonu odeszli: Jermaine Spivey, Charlie Mandić, Aaron Eneas, Joe Adkins oraz Tom Timmermans.

### Kadra 2005/2006
Trenerzy: Piotr Baran i Leszek Doliński (asystent)
Obrońcy
- Dariusz Aziewicz
- Chudney Gray
- Miloš Šporar
- Maciej Stefanowski
- Dawid Witos

Skrzydłowi
- Sebastian Balcerzak
- Paweł Bogdan
- Steffon Bradford
- Grzegorz Radwan
- Krzysztof Wiechowski

Środkowi
- Paweł Kowalczuk
- Garnett Thompson

W trakcie sezonu odeszli: Jacek Gembal (trener), Larry Daniels, Tomasz Briegmann, Tate Decker, Artur Robak, Cory Underwood oraz Charles Hanks.

### Kadra 2004/2005
Trener: Jacek Gembal
Obrońcy
- Tomasz Dąbrowski
- Chudney Gray
- Jovan Zdravković

Skrzydłowi
- Sebastian Balcerzak
- Paweł Bogdan
- Tomasz Briegmann
- Marcin Sroka
- Jamal Andre Thomas
- Saša Vukas
- Krzysztof Wiechowski

Środkowi
- Paweł Kowalczuk
- Marek Miszczuk

W trakcie sezonu odeszli: Jarosław Zyskowski (trener), Piotr Szybilski oraz Antawn Dobie.

### Kadra 2003/2004
Trener: Jarosław Zyskowski
Obrońcy
- Brent Darby
- Tomasz Dąbrowski
- Andrzej Karaś
- Mirosław Rajkowski

Skrzydłowi
- Sebastian Balcerzak
- Paweł Bogdan
- Tomasz Briegmann
- Krzysztof Wiechowski

Środkowi
- Paweł Kowalczuk
- Bartłomiej Tomaszewski
- Souleymane Wane

W trakcie sezonu odeszli: Jerzy Olejniczak (trener), Rick Anderson, Robert Klocek, Aleksander Kudriawcew, Przemysław Lewandowski oraz Zoran Popović.

## Wyniki

### Wyniki w sezonie 2009/2010
| Sezon zasadniczy 2009/2010 |  |                                            |  |           |
| Data i godzina             |  | Mecz                                       |  | Wynik     |
| 2009-10-10 18:00           |  | AZS Koszalin – Polonia Azbud Warszawa      |  | 92:78     |
| 2009-10-14 19:00           |  | Polpharma Starogard Gdański – AZS Koszalin |  | 65:76     |
| 2009-10-17 19:00           |  | AZS Koszalin – Kotwica Kołobrzeg           |  | 75:71     |
| 2009-10-25 18:00           |  | Energa Czarni Słupsk – AZS Koszalin        |  | 78:68     |
| 2009-10-31 18:00           |  | AZS Koszalin – Anwil Włocławek             |  | 73:76     |
| 2009-11-08 18:00           |  | PGE Turów Zgorzelec – AZS Koszalin         |  | 88:69     |
| 2009-11-15 18:00           |  | AZS Koszalin – Asseco Prokom Gdynia        |  | 63:77     |
| 2009-11-18 18:00           |  | Stal Stalowa Wola – AZS Koszalin           |  | 84:76     |
| 2009-11-21 18:00           |  | AZS Koszalin – Polonia 2011 Warszawa       |  | 91:101    |
| 2009-11-28 18:00           |  | Trefl Sopot – AZS Koszalin                 |  | 68:65     |
| 2009-12-05 18:00           |  | AZS Koszalin – PBG Basket Poznań           |  | 81:72     |
| 2009-12-12 18:00           |  | Sportino Inowrocław – AZS Koszalin         |  | 74:84     |
| 2009-12-19 18:00           |  | AZS Koszalin – Znicz Jarosław              |  | 91:75     |
| 2009-12-29 19:00           |  | Polonia Azbud Warszawa – AZS Koszalin      |  | 73:82     |
| 2010-01-03 18:00           |  | AZS Koszalin – Polpharma Starogard Gdański |  | 87:66     |
| 2010-01-09 18:00           |  | Kotwica Kołobrzeg – AZS Koszalin           |  | 75:82     |
| 2010-01-16 18:00           |  | AZS Koszalin – Energa Czarni Słupsk        |  | 82:94     |
| 2010-01-31 18:00           |  | Anwil Włocławek – AZS Koszalin             |  | 77:76     |
| 2010-02-06 18:00           |  | AZS Koszalin – PGE Turów Zgorzelec         |  | 90:75     |
| 2010-02-13 19:00           |  | Asseco Prokom Gdynia – AZS Koszalin        |  | 97:79     |
| 2010-02-28 18:00           |  | AZS Koszalin – Stal Stalowa Wola           |  | 88:74     |
| 2010-03-06 18:00           |  | Polonia 2011 Warszawa – AZS Koszalin       |  | 109:112   |
| 2010-03-13 18:00           |  | PBG Basket Poznań – AZS Koszalin           |  | 94:92     |
| 2010-03-17 18:00           |  | AZS Koszalin – Trefl Sopot                 |  | 84:73     |
| 2010-03-30 18:00           |  | AZS Koszalin – Sportino Inowrocław         |  | 103:80    |
| 2010-04-07 18:00           |  | Znicz Jarosław – AZS Koszalin              |  | 95:96 (D) |
| Pre play-off 2009/2010     |  |                                            |  |           |
| 2010-04-19 18:00           |  | AZS Koszalin – Stal Stalowa Wola           |  | 84:80     |
| 2010-04-20 18:00           |  | AZS Koszalin – Stal Stalowa Wola           |  | 108:83    |
| Play-off 2009/2010         |  |                                            |  |           |
| 2010-04-27 18:00           |  | Polpharma Starogard Gdański – AZS Koszalin |  | 81:68     |
| 2010-04-28 19:00           |  | Polpharma Starogard Gdański – AZS Koszalin |  | 74:84     |
| 2010-05-01 14:00           |  | AZS Koszalin – Polpharma Starogard Gdański |  | 84:87     |
| 2010-05-02 18:00           |  | AZS Koszalin – Polpharma Starogard Gdański |  | 77:89     |

### Wyniki w sezonie 2008/2009
| Sezon zasadniczy 2008/2009 |  |                                            |  |        |
| Data i godzina             |  | Mecz                                       |  | Wynik  |
| 2008-09-27 18:30           |  | PGE Turów Zgorzelec – AZS Koszalin         |  | 88:61  |
| 2008-10-01 18:30           |  | Stal Ostrów Wlkp. – AZS Koszalin           |  | 83:74  |
| 2008-10-04 18:00           |  | Polpharma Starogard Gdański – AZS Koszalin |  | 77:54  |
| 2008-10-08 18:00           |  | AZS Koszalin – Znicz Jarosław              |  | 84:85  |
| 2008-10-11 18:00           |  | Kotwica Kołobrzeg – AZS Koszalin           |  | 61:73  |
| 2008-10-18 18:00           |  | AZS Koszalin – Anwil Włocławek             |  | 79:64  |
| 2008-10-25 17:00           |  | Górnik Wałbrzych – AZS Koszalin            |  | 101:83 |
| 2008-10-29 17:15           |  | AZS Koszalin – Polonia SPEC Warszawa       |  | 105:69 |
| 2008-11-11 18:00           |  | Sportino Inowrocław – AZS Koszalin         |  | 64:66  |
| 2008-11-15 18:00           |  | AZS Koszalin – PBG Basket Poznań           |  | 84:76  |
| 2008-11-19 18:00           |  | Basket Kwidzyn – AZS Koszalin              |  | 84:95  |
| 2008-11-29 18:40           |  | Prokom Trefl Sopot – AZS Koszalin          |  | 94:73  |
| 2008-12-06 18:00           |  | AZS Koszalin – Energa Czarni Słupsk        |  | 86:73  |
| 2008-12-13 20:30           |  | AZS Koszalin – PGE Turów Zgorzelec         |  | 70:68  |
| 2008-12-17 18:00           |  | AZS Koszalin – Polpharma Starogard Gdański |  | 88:76  |
| 2008-12-21 18:00           |  | AZS Koszalin – Stal Ostrów Wielkopolski    |  | 90:82  |
| 2009-01-03 18:00           |  | Znicz Jarosław – AZS Koszalin              |  | 94:87  |
| 2009-01:10 18:40           |  | AZS Koszalin – Kotwica Kołobrzeg           |  | 80:86  |
| 2009-01:18 18:00           |  | Anwil Włocławek – AZS Koszalin             |  | 114:81 |
| 2009-01:25 18:00           |  | Polonia SPEC Warszawa – AZS Koszalin       |  | 71:92  |
| 2009-01:29 18:00           |  | AZS Koszalin – Górnik Wałbrzych            |  | 88:85  |
| 2009-02-07 18:00           |  | AZS Koszalin – Sportino Inowrocław         |  | 97:69  |
| 2009-02:14 18:00           |  | PBG Basket Poznań – AZS Koszalin           |  | 104:85 |
| 2009-02:22 18:00           |  | AZS Koszalin – Basket Kwidzyn              |  | 85:77  |
| 2009-03-08 18:00           |  | AZS Koszalin – Prokom Trefl Sopot          |  | 87:93  |
| 2009-03:18 17:30           |  | Energa Czarni Słupsk – AZS Koszalin        |  | 84:81  |
| Pre play-off 2008/2009     |  |                                            |  |        |
| 2009-03:21 18:00           |  | AZS Koszalin – Sportino Inowrocław         |  | 85:68  |
| 2009-03:24 18:00           |  | Sportino Inowrocław – AZS Koszalin         |  | 68:71  |
| Play-off 2008/2009         |  |                                            |  |        |
| 2009-04-03 18:30           |  | PGE Turów Zgorzelec – AZS Koszalin         |  | 81:64  |
| 2009-04-04 18:30           |  | PGE Turów Zgorzelec – AZS Koszalin         |  | 100:82 |
| 2009-04-08 19:30           |  | AZS Koszalin – PGE Turów Zgorzelec         |  | 77:83  |

### Wyniki w sezonie 2007/2008
| Sezon zasadniczy 2007/2008 |  |                                            |  |        |
| Data i godzina             |  | Mecz                                       |  | Wynik  |
| 2007-10-13 18:00           |  | Energa Czarni Słupsk – AZS Koszalin        |  | 65:58  |
| 2007-10-21 17:30           |  | ASCO Śląsk Wrocław – AZS Koszalin          |  | 77:79  |
| 2007-10-27 18:00           |  | AZS Koszalin – Polpak Świecie              |  | 52:59  |
| 2007-11-03 18:00           |  | Bank BPS Basket Kwidzyn – AZS Koszalin     |  | 76:64  |
| 2007-11-10 17:00           |  | Polpharma – AZS Koszalin                   |  | 76:78  |
| 2007-11-17 18:00           |  | AZS Koszalin – Prokom Trefl Sopot          |  | 91:96  |
| 2007-11-24 17:00           |  | Turów Zgorzelec – AZS Koszalin             |  | 76:70  |
| 2007-12-01 18:00           |  | AZS Koszalin – Anwil Włocławek             |  | 95:65  |
| 2007-12-07 18:00           |  | AZS Koszalin – Polonia Warszawa            |  | 103:84 |
| 2007-12-16 17:00           |  | Stal Ostrów Wielkopolski – AZS Koszalin    |  | 86:76  |
| 2007-12-21 19:00           |  | AZS Koszalin – Kotwica Kołobrzeg           |  | 82:70  |
| 2008-01-05 17:00           |  | Górnik Wałbrzych – AZS Koszalin            |  | 89:83  |
| 2008-01-19 19:15           |  | AZS Koszalin – Energa Czarni Słupsk        |  | 71:73  |
| 2008-02-03 18:00           |  | AZS Koszalin – ASCO Śląsk Wrocław          |  | 73:80  |
| 2008-02-06 18:00           |  | Polpak Świecie – AZS Koszalin              |  | 76:75  |
| 2008-02-09 18:00           |  | AZS Koszalin – Bank BPS Basket Kwidzyn     |  | 79:77  |
| 2008-02-13 18:00           |  | AZS Koszalin – Polpharma Starogard Gdański |  | 93:75  |
| 2008-02-16 18:00           |  | Prokom Trefl Sopot – AZS Koszalin          |  | 96:81  |
| 2008-02-29 18:00           |  | AZS Koszalin – PGE Turów Zgorzelec         |  | 67:64  |
| 2008-03-05 18:00           |  | Anwil Włocławek – AZS Koszalin             |  | 73:82  |
| 2008-03-08 18:00           |  | AZS Koszalin – Stal Ostrów Wlkp.           |  | 69:65  |
| 2008-03-15 18:00           |  | Kotwica Kołobrzeg – AZS Koszalin           |  | 64:76  |
| 2008-03-21 18:00           |  | AZS Koszalin – Górnik Wałbrzych            |  | 81:76  |
| 2008-03-29 15:45           |  | Polonia Warszawa – AZS Koszalin            |  | 75:73  |
| Pre play-off 2007/2008     |  |                                            |  |        |
| 2008-04-02 18:00           |  | AZS Koszalin – Polonia SPEC Warszawa       |  | 95:74  |
| 2008-04-05 18:00           |  | Polonia SPEC Warszawa – AZS Koszalin       |  | 86:76  |
| 2008-04-10 18:00           |  | AZS Koszalin – Polonia SPEC Warszawa       |  | 87:80  |
| Play-off 2007/2008         |  |                                            |  |        |
| 2008-04-16 18:00           |  | Prokom Trefl Sopot – AZS Koszalin          |  | 82:74  |
| 2008-04-17 18:00           |  | Prokom Trefl Sopot – AZS Koszalin          |  | 84:65  |
| 2008-04-19 18:00           |  | AZS Koszalin – Prokom Trefl Sopot          |  | 76:62  |
| 2008-04-20 18:00           |  | AZS Koszalin – Prokom Trefl Sopot          |  | 66:91  |